# NGC 7480
NGC 7480 је лентикуларна галаксија у сазвежђу Рибе која се налази на NGC листи објеката дубоког неба.
Деклинација објекта је + 2° 32' 58" а ректасцензија 23h 5m 13,5s. Привидна величина (магнитуда) објекта NGC 7480 износи 14,1 а фотографска магнитуда 15,0. NGC 7480 је још познат и под ознакама NGC 7480A, UGC 12349, MCG 0-58-27, CGCG 379-30, PGC 70432.